# Šuhajda

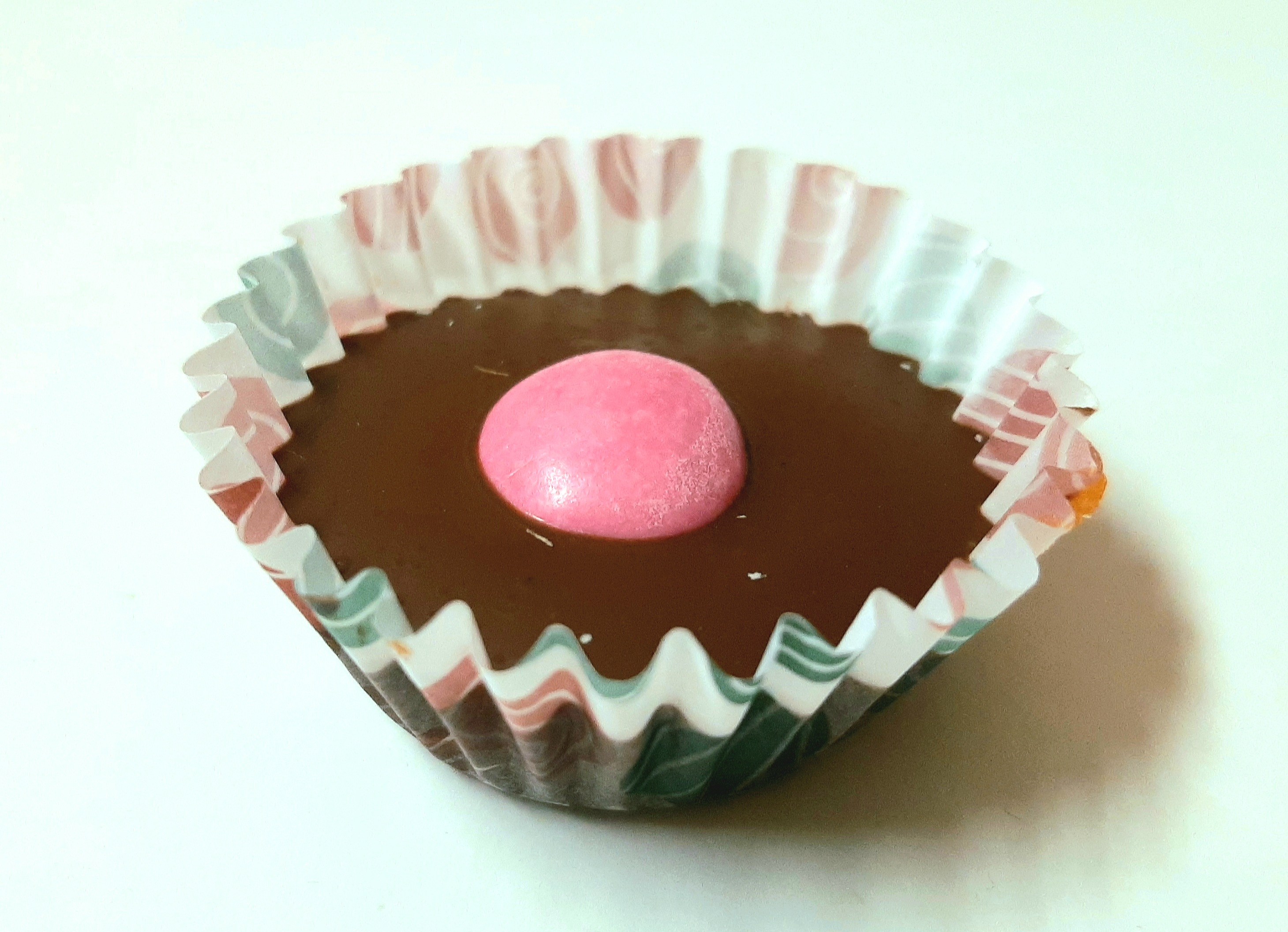
Una šuhajda

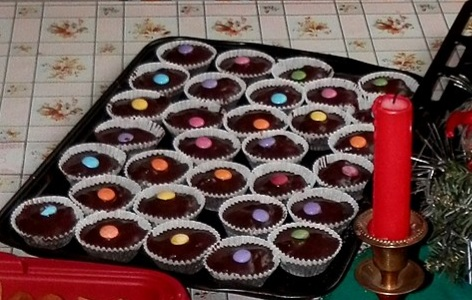
Le šuhajdy su una teglia da forno sul tavolo di Natale

La šuhajda (AFI: ['ʂuɦajda]), in plurale le šuhajdy (AFI: ['ʂuɦajdy]), è un dessert per le feste slovacco senza cottura al forno, rispettivamente una caramella, in un pirottino di carta. È fatto di cioccolato sulla parte superiore e inferiore, mentre lo strato intermedio è succoso, nocciolato e aromatizzato al rum.
In Slovacchia e nel Repubblica Ceca, le šuhajdy è tradizionalmente preparato durante le vacanze di Natale e Settimana Santa.

## Preparazione
Versare il cioccolato fuso e la margarina in un terzo del cestino di carta e lasciare indurire. Versare il ripieno di noci sul cioccolato e ricoprire con l'ultimo strato di cioccolato. Possiamo decorare la šuhajda con dolci o noci.